# The Melody Makers
Ziggy Marley и Melody Makers были ямайской семейной регги-группой, в состав которой вошли дети музыкантов Боба Марли и Риты Марли — Зигги, Шарон, Седелла и Стивен Марли. Созданная в 1979 году в Бруклине (Нью-Йорк), группа начала свои музыкальные начинания в подростковом возрасте под названием The Melody Makers.
Ziggy Marley и Melody Makers получили широкое признание после выпуска их четвёртого популярного альбома Conscious Party, который содержал хит-сингл «Tomorrow People» и сингл № 1 «Tumblin 'Down». Их пятый альбом, One Bright Day, который содержит темы оптимизма и самостоятельности, был выпущен в 1989 году. В 2000 году они гастролировали по всему миру для выпуска своего живого DVD, Ziggy Marley и Melody Makers Live (2001). В 1996 году они спели песню для анимационного детского сериала Артур.